# Didelotia pauli-sitai
Didelotia pauli-sitai är en ärtväxtart som beskrevs av Letouzey. Didelotia pauli-sitai ingår i släktet Didelotia och familjen ärtväxter. Inga underarter finns listade i Catalogue of Life.